# いがまち行政サービス巡回車
いがまち行政サービス巡回車（いがまちぎょうせいサービスじゅんかいしゃ）は、三重県伊賀市の旧伊賀町を運行するコミュニティバスである。

## 概要
消防署東分署前を始終着とし、柘植・壬生野・希望ヶ丘の各方面へ運行する。

## 運賃
- 大人200円、小児（小学生）100円。

※全区間共通。未就学児（幼児・乳児）は無料、障がい者は半額。

## 路線
下記の各路線を運行。土曜・日曜・祝日と年末年始（12月29日 - 翌年1月3日）は各路線の全便が運休する。

### 柘植・西柘植線
- 消防署東分署前 - 柘植公民館前 - 柘植郵便局前 - 柘植中学校 - 柘植小学校前 - 柘植駅前 - 柘植青葉台 - 柘植郵便局前 - 老人憩いの家 - 消防署東分署前 - コメリ伊賀店前 - 新堂駅南口 - マックスバリュ佐那具店前 - 新堂駅南口 - 愛田口 - 保健福祉センター
- 消防署東分署前 ← 柘植公民館前 ← 柘植小学校前 ← 柘植中学校 ← 柘植郵便局前 ← 柘植青葉台 ← 柘植駅前
- 消防署東分署前 → コメリ伊賀店前 → 新堂駅南口 → マックスバリュ佐那具店前 → 新堂駅南口 → 愛田口 → 保健福祉センター
- 消防署東分署前 ← コメリ伊賀店前 ← 新堂駅南口

※矢印で表記した便はすべて1日1便のみ運行。かつては「伊賀支所」停留所を発着していたが、市役所支所が新堂駅前に建設した複合施設内に移設したため、2023年（令和5年）11月6日に停留所名を「消防署東分署前」に改称した。

### 西柘植・壬生野線
- 消防署東分署前 - 楯岡 - 新堂駅南口 - マックスバリュ佐那具店前 - 滝川橋東詰 - 壬生野小学校 - 希望ヶ丘口 - 希望ヶ丘保育園前 - 虹ヶ丘 - 壬生野小学校 - 滝川橋東詰 - ヤマギシ会 - 保健福祉センター - 愛田口 - 新堂駅南口 - 楯岡 - 消防署東分署前

### 希望ヶ丘線
- （消防署東分署前 - 楯岡 - ）新堂駅南口 - あけぼの学園前 - 滝川橋東詰 - 壬生野小学校 - （虹ヶ丘 - ）希望ヶ丘保育園前 - 希望ヶ丘口

※消防署東分署前発は1便、消防署東分署前行きは2便のみ運行。なお、新堂駅南口発のうち、夜に運行する1便は「虹ヶ丘」を経由しない。

## 車両
- 三菱ふそう・ローザ